# 越南仙女魚
越南仙女魚為輻鰭魚綱仙女魚目合齒魚亞目仙女魚科的一種，分布於西太平洋的越南海域，屬深海魚類，體長可達17公分。

## 擴展閱讀
維基物種上的相關：越南仙女魚